# Poa perennis
Poa perennis là một loài thực vật có hoa trong họ Hòa thảo. Loài này được Keng ex Keng f. miêu tả khoa học đầu tiên năm 1982.